# 3 يونيو
- السبت
- الأحد
- الاثنين
- الثلاثاء
- الأربعاء
- الخميس
- الجمعة

- 314 ذو الحجة 1446  هـ
- 15 ذو الحجة 1446  هـ
- 26 ذو الحجة 1446  هـ
- 37 ذو الحجة 1446  هـ
- 48 ذو الحجة 1446  هـ
- 59 ذو الحجة 1446  هـ
- 610 ذو الحجة 1446  هـ
- 711 ذو الحجة 1446  هـ
- 812 ذو الحجة 1446  هـ
- 913 ذو الحجة 1446  هـ
- 1014 ذو الحجة 1446  هـ
- 1115 ذو الحجة 1446  هـ
- 1216 ذو الحجة 1446  هـ
- 1317 ذو الحجة 1446  هـ
- 1418 ذو الحجة 1446  هـ
- 1519 ذو الحجة 1446  هـ
- 1620 ذو الحجة 1446  هـ
- 1721 ذو الحجة 1446  هـ
- 1822 ذو الحجة 1446  هـ
- 1923 ذو الحجة 1446  هـ
- 2024 ذو الحجة 1446  هـ
- 2125 ذو الحجة 1446  هـ
- 2226 ذو الحجة 1446  هـ
- 2327 ذو الحجة 1446  هـ
- 2428 ذو الحجة 1446  هـ
- 2529 ذو الحجة 1446  هـ
- 261 محرم 1447  هـ
- 272 محرم 1447  هـ
- 283 محرم 1447  هـ
- 294 محرم 1447  هـ
- 305 محرم 1447  هـ
- 16 محرم 1447  هـ
- 27 محرم 1447  هـ
- 38 محرم 1447  هـ
- 49 محرم 1447  هـ

3 يونيو أو 3 حُزيران أو 3 يونيه أو يوم 3 \ 6 (اليوم الثالث من الشهر السادس) هو اليوم الرابع والخمسون بعد المئة (154) من السنوات البسيطة، أو اليوم الخامس والخمسون بعد المئة (155) من السنوات الكبيسة وفقًا للتقويم الميلادي الغربي (الغريغوري). يبقى بعده 211 يوما لانتهاء السنة.

## أحداث
- 708 - صك أول نقود فضية في اليابان.
- 1098 - الصليبيون يحتلون مدينة أنطاكية وذلك أثناء الحملة الصليبية الأولى.
- 1539 - المكتشف الإسباني هرناندو دي سوتو يرفع علم بلاده على أرض فلوريدا الأمريكية ويعلنها مستعمرة خاضعة للتاج الإسباني.
- 1859 - ساعة بيغ بن في لندن تبدأ عملها وذلك في عهد الملكة فيكتوريا.
- 1906 - ملك بلجيكا ليوبولد الثاني يعلن مستعمرة الكونغو في غرب إفريقيا ملكية خاصة له.
- 1916 - المدينة المنورة تتحول إلى مسرح للأعمال الحربية بين العرب والأتراك.
- 1917 - الإعلان عن استقلال ألبانيا.
- 1944 - شارل ديغول يتولى رئاسة وزراء فرنسا.
- 1957 - المجلس الاقتصادي لجامعة الدول العربية يوافق على إنشاء الوحدة الاقتصادية بين دول الجامعة.
- 1959 - الإعلان عن استقلال سنغافورة.
- 1962 - تحطم طائرة بوينغ 707 تابعة للطيران الفرنسي بعيد إقلاعها من باريس وأدى الحادث إلى مقتل 130 راكبًا كانوا على متنها.
- 1974 - رئيس الأركان الإسرائيلي إسحاق رابين يتولى رئاسة الوزراء.
- 1989 - الحكومة الصينية ترسل قواتها إلى ميدان تيان آن من لفرض السيطرة عليه بعد أسابيع من اعتصام المحتجين فيه.
- 1991 - تدفقات الحمم من جبل أونزين في ناغاساكي تقتل 43 شخصًا.
- 2006 - الجبل الأسود يعلن استقلاله وانفصاله عن اتحاد صربيا والجبل الأسود.
- 2007 - تكون إعصار جونو في بحر العرب والذي ضرب سواحل سلطنة عمان بقوة ودمر وخلف خسائر بملايين الدولارات ثم اتجه إلى إيران بعد أن أصبح عاصفة مدارية.
- 2010 - اللجنة العليا للانتخابات في مصر تعلن نتيجة التصويت في انتخابات التجديد النصفي لمجلس الشورى والتي كانت من مصلحة الحزب الوطني الديمقراطي الحاكم الذي حصل على 60 مقعدًا من بين 64 مقعدًا تم حسم الاقتراع عليها، بينما حصل على الأربع المقاعد الأخرى حزب التجمع الوطني التقدمي الوحدوي والحزب العربي الديمقراطي الناصري وحزب الجيل الديمقراطي وجناح حزب الغد المنشق عن أيمن نور وذلك بمقعد لكل حزب منهم، وجماعة الإخوان المسلمين تعلن عن عدم فوز أيًا من مرشحيها وتوجه الاتهام للحزب الوطني بتزوير الانتخابات.
- 2011 - الرئيس اليمني علي عبد الله صالح يتعرض لمحاولة اغتيال مع كبار مسؤولي حكومته وذلك بقصف مسجد بالقرب من قصر الرئاسة، وأتى الحادث مع إشتداد الاحتجاجات الشعبية المنددة بحكمة والمطالبة برحيلة.
- 2017 -
  - مقتل 7 أشخاص وإصابة 48 شخص جراء سلسلة من الهجمات بالدهس والطعن وإطلاق النار في جسر لندن وبورو ماركت ببريطانيا.
  - تتويج ريال مدريد بلقب دوري أبطال أوروبا 2017 للمرة الثانية على التوالي و12 في تاريخه بفوزه على يوفنتوس 4–1 في النهائي.
- 2019 - فض اعتصام القيادة العامة في السودان، ومقتل أكثر من 100 وإصابة المئات.
- 2023 - مقتل شرطي مصري وثلاثة جنود إسرائيليين وإصابة إسرائيلي رابع في حادث إطلاق نار على الحدود، وتضارب حول ملابسات الحادث.
- 2025 - استقالة رئيس وزراء منغوليا أويون إردين، بعد احتجاجات استمرت لثلاثة أسابيع.

## مواليد
- 852 - إبراهيم بن أحمد الأغلبي تاسع ملوك الأغالبة
- 1808 - جيفيرسون ديفيس، الرئيس الوحيد للولايات الكونفدرالية الأمريكية.
- 1844 - ديتلف فون ليلينكرون، شاعر ألماني.
- 1864 - أوتو إريش هارتليبن، كاتب مسرحي وشاعر وقصاص ألماني.
- 1865 - جورج الخامس، ملك المملكة المتحدة.
- 1873 - أوتو لوفي، طبيب وعالم أدوية نمساوي حاصل على جائزة نوبل في الطب عام 1936.
- 1888 - سرينا إبراهيم، فنانة مصرية.
- 1899 - جورج فون بيكيسي، عالم فيزيولوجيا أمريكي حاصل على جائزة نوبل في الطب عام 1961.
- 1924 - تورستن فيزل، عالم سويدي في العلوم العصبية حاصل على جائزة نوبل في الطب عام 1981.
- 1925 - توني كرتيس، ممثل أمريكي.
- 1929 - فرنر أربر، عالم أحياء وجينيات سويسري حاصل على جائزة نوبل في الطب عام 1978.
- 1931 - أنتون مورافيسيتش، لاعب كرة قدم سلوفاكي.
- 1933 - عيسى بن سلمان آل خليفة، أمير دولة البحرين.
- 1937 - محمد حسين عيسى، داعية وعضو مجلس الشعب المصري.
- 1946 - محمد العصار، عسكري مصري.
- 1961 - فيصل القاسم، إعلامي سوري.
- 1969 - سعيد قريش، ممثل سعودي.
- 1970 - وفاء صادق، ممثلة مصرية.
- 1977 - كريستيانو ماركيز غوميز، لاعب كرة قدم برازيلي.
- 1980 - تميم بن حمد بن خليفة آل ثاني، أمير دولة قطر.
- 1986 - رافاييل نادال، لاعب كرة مضرب إسباني.

## وفيات
- 1533 - حسن بن نوح البهروجي، عالم مسلم إسماعيلي هندي.
- 1657 - ويليام هارفي، طبيب إنجليزي.
- 1826 - نيكولاي ميخائيلوفتش كرامزين، روائي روسي.
- 1861 - ستيفن أ. دوغلاس، سياسي أمريكي.
- 1875 - جورج بيزيه، موسيقي فرنسي.
- 1899 - يوهان شتراوس الابن، موسيقي نمساوي.
- 1924 - فرانتس كافكا، أديب تشيكي.
- 1963 - ناظم حكمت، شاعر تركي.
- 1964 - فرانس إيميل سيلانبا، أديب فنلندي حاصل على جائزة نوبل في الأدب عام 1939.
- 1968 - سيف الدين الكيلاني، دبلوماسي وأكاديمي وشاعر فلسطيني - أردني.
- 1970 - هيلمار شاخت، اقتصادي ألماني.
- 1975 - إيساكو ساتو، رئيس وزراء اليابان حاصل على جائزة نوبل للسلام عام 1974.
- 1977 - أرشيبالد هل، عالم فيزيولوجيا إنجليزي حاصل على جائزة نوبل في الطب عام 1922.
- 1989 - روح الله الخميني، مرجع شيعي والقائد الروحي للثورة الإسلامية في إيران.
- 1990 - روبرت نويس، عالم فيزياء ومخترع أمريكي.
- 2001 - أنطوني كوين، ممثل مكسيكي أمريكي.
- 2003 - كنعان حمد، ممثل ومخرج ومؤلف كويتي.
- 2004 - مريم الغضبان، ممثلة كويتية.
- 2006 - سعد الفريح، مخرج سعودي.
- 2009 - ديفيد كارادين، ممثل أمريكي.
- 2011 - جاك كيفوركيان، طبيب أمريكي.
- 2016 - محمد علي كلاي، ملاكم أمريكي.
- 2020 - عبد الفضيل القوصي، سياسي مصري.
- 2021 -
  - أنايروود جوناوث، سياسي موريشيوسي شغل منصب رئيس وزراء وجمهورية بلاده.
  - إرني لفلي، ممثل ومخرج أمريكي.
- 2025 - سميحة أيوب، ممثلة مصرية.

## أعياد ومناسبات
- يوم ذكرى الكونفدرالية في كنتاكي ولويزيانا.

## وصلات خارجية
- وكالة الأنباء القطريَّة: حدث في مثل هذا اليوم.
- النيويورك تايمز: حدث في مثل هذا اليوم.
- BBC: حدث في مثل هذا اليوم.